# Charles Bouvard
Charles Bouvard (1572-1658) fue un químico y médico francés. 
Se desempeñó como médico del rey Luis XIII de Francia, y como superintendente en el Jardin des Plantes de París. Bouvard era conocido por usar su conocimiento de las plantas para crear series de medicamentos comunes ordinarios de flores. Bouvard está estrechamente relacionado con el género Bouvardia, de  hierbas y arbustos de hoja perenne, que fue nombrado en su honor. Escribió, en 1655, el Historicae Hodiernae Medicinae Rationalis Veritatis, un libro que defiende el racionalismo médico.
Charles Bouvard era amigo íntimo de Joseph Barsalou (1600-1660), con quien, a través de correspondencia, intercambió ideas sobre la medicina y el tratamiento de pacientes utilizando plantas.

## Algunas publicaciones
- Description de la maladie, de la mort et de la vie de madame la duchesse de Mercœur, décédée en son château d'Anet le 6 sept. 1623., publicado en París : J. Libert, 1624, notice n° : FRBNF30150427

- Historicae hodiernae medicinae rationalis veritatis @ rationales medicos, publicación : (S. l. 1655.) notice n° : FRBNF30150428